# Trichinoskop
Ein Trichinoskop (auch Trichinenprojektor) ist ein Projektionsmikroskop zum Nachweis von Trichinen, das vor allem in der Lebensmittelindustrie zur Trichinenuntersuchung zum Einsatz kommt. Die erste Vergrößerung sollte 50-fach betragen und die Zusatzvergrößerung zur Bestätigung eines Verdachtsfalls sollte 80-fach betragen.
Zur Untersuchung werden die Fleischproben künstlich verdaut und das Sediment in einem Larvenzählbecken auf einem waagerechten Kreuztisch im Gerät platziert.